# Řečany nad Labem (stacja kolejowa)
Řečany nad Labem – stacja kolejowa w Řečanach nad Labem, w kraju pardubickim, w Czechach. Znajduje się na wysokości 210 m n.p.m.
Stacja jest wyposażona w poczekalnię, kasy biletowe, na których można zakupić bilety na pociągi krajowe i międzynarodowe oraz zarezerwować miejsce w pociągu.

## Linie kolejowe
- 010 Kolín - Česká Třebová